# 군번 없는 용사
"군번없는 용사"(A Hero without Serial Number)는 한국에서 제작된 이만희 감독의 1966년 전쟁, 드라마 영화이다. 강신성일 등이 주연으로 출연하였고 곽정환 등이 제작에 참여하였다.

## 출연

### 주연
- 강신성일
- 문정숙

### 조연
- 신영균
- 허장강
- 최남현

## 기타
- 조명: 윤창화
- 미술: 정우택